# 미즈노 다다아키라 (1763년)

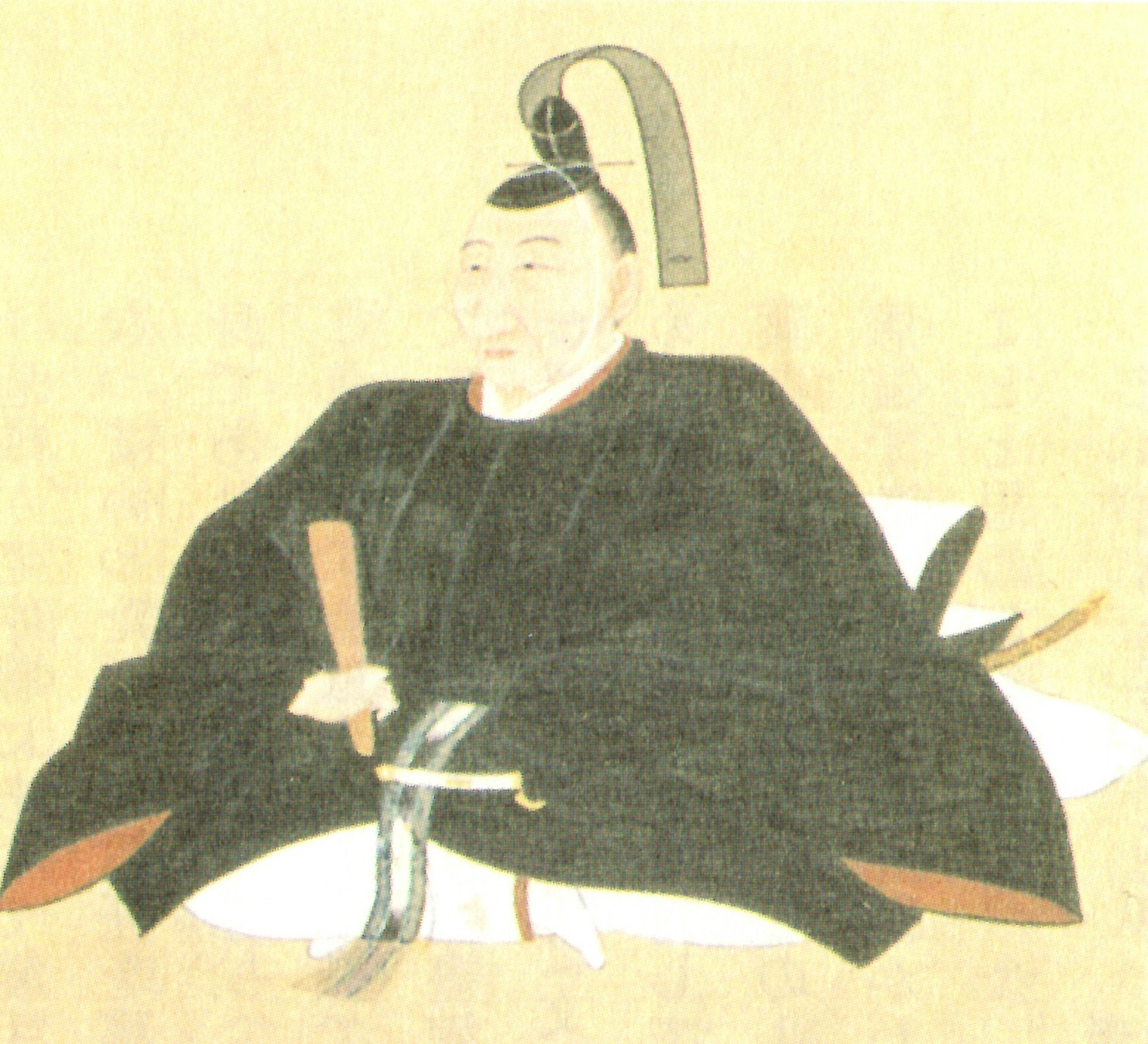
미즈노 다다아키라

미즈노 다다아키라(일본어: 水野忠成)는 에도 시대 중기의 노중, 스루가 누마즈번 제2대 번주이다. 누마즈번 미즈노가 제9대 당주. 평소 데와노카미(出羽守)로 많이 불렸다.
| 전임 미즈노 다다토모 | 제2대 누마즈번 번주 (미즈노가) 1802년 ~ 1834년 | 후임 미즈노 다다요시 |

| 전임 공석(도다 우지노리) | 에도 막부 소바요닌 1812년 ~ 1818년 | 후임 공석(다누마 오키마사) |